# 伊藤和晃
伊藤 和晃（いとう かずあき、1950年10月15日 - ）は、日本の俳優、声優。東京都出身。劇団昴所属。本名・旧芸名は伊藤 博（いとう ひろし）。妻は女優、声優の土井美加。

## 人物
早稲田大学文学部卒業。
1976年頃に当時同じ劇団員だった土井美加と出会い、その後1981年頃に舞台『稲妻』で夫婦役を演じてから、土井との交際を始めた。1985年9月26日に東京都渋谷区の明治神宮で土井と結婚した。
妻の土井によると、一緒にいて疲れない人物だと語る。
趣味は草野球。

## 出演

### テレビドラマ
- 徳川家康（1983年、安藤直次）
- 監察医・室生亜季子
- 特捜エクシードラフト（1992年、白石）

### テレビアニメ
1990年
- ロビンフッドの大冒険（オズマ）

1994年
- 幽☆遊☆白書（舜潤）

1997年
- 名探偵コナン（1997年 - 2004年、浜田幸二、支配人）

1998年
- カウボーイビバップ（マオ・イェンライ）
- 金田一少年の事件簿（1998年 - 1999年、中村刑事、楊王）
- MASTERキートン（警部）

1999年
- ワイルドアームズ トワイライトヴェノム（ダーバン）

2000年
- 幻想魔伝 最遊記（朋茗の父）
- ブギーポップは笑わない Boogiepop Phantom（父親）

2001年
- サイボーグ009 THE CYBORG SOLDIER（フィンドル）
- シャーマンキング（ボス）
- スターオーシャンEX（ガイゼル）
- 旋風の用心棒（荒鬼源蔵）
- バビル2世（老僧）
- ヒカルの碁（尹先生）

2002年
- 藍より青し（男性客）
- 十二国記（老臣）
- 炎の蜃気楼（黄鵺）

2003年
- 犬夜叉（老僧）
- GAD GUARD（ファーガス）
- NARUTO -ナルト-（日向ヒザシ）
- 人間交差点（喫茶店のマスター）
- 魔探偵ロキ RAGNAROK（見野）
- LAST EXILE（ジョルジュ・ヘッド）

2004年
- この醜くも美しい世界（キャスター〈男〉）
- サムライチャンプルー（店主）
- マリア様がみてる〜春〜（鳥居家父）
- 妄想代理人

2005年
- フルメタル・パニック! The Second Raid（キャステロ）

2006年
- 西の善き魔女 Astraea Testament（コーネル博士）
- MAJOR シリーズ（2006年 - 2008年、佐藤善三） - 3シリーズ

2007年
- 恋する天使アンジェリーク〜かがやきの明日〜（ビトー）
- 鉄子の旅（竜飛海底駅のガイド）

2008年
- 狼と香辛料（主人）
- ゴルゴ13（ルイ・ブーペ）
- テレパシー少女 蘭（老人）
- ネオ アンジェリーク Abyss（オーギュスト） - 2シリーズ

2009年
- 花咲ける青少年（オーバック）

2010年
- COBRA THE ANIMATION（セバスチャン）
- ひめチェン!おとぎちっくアイドル リルぷりっ（小野三太郎）

2011年
- THE IDOLM@STER（エルダーレコード社長）

2012年
- NARUTO -ナルト- 疾風伝（日向ヒザシ）
- もやしもん リターンズ（マリー〈祖父〉）

2013年
- アイカツ!（長老）
- キングダム（2013年 - 2022年、蒙驁） - 3シリーズ
- 団地ともお（西山）
- NARUTO -ナルト- SD ロック・リーの青春フルパワー忍伝（日向ヒザシ）

2014年
- ダイヤのA（鵜飼一良）
- バディ・コンプレックス（ガ・シロヤンコ）

2016年
- ハイキュー!! セカンドシーズン（鬼首正臣）
- ルパン三世 PART IV（館長）

2017年
- 最遊記RELOAD BLAST（二郎神）

2018年
- フルメタル・パニック! Invisible Victory（キャステロ）
- メジャーセカンド（佐藤善三）

2019年
- MIX（黒柳監督）
- BEM（ヨハネ）

2022年
- 最遊記RELOAD -ZEROIN-（二郎神）

### 劇場アニメ
- 茄子 アンダルシアの夏（2003年、神父）
- 東京ゴッドファーザーズ（2003年）
- 宇宙ショーへようこそ（2010年、タロー[10]）
- おぢいさんのランプ（2011年、区長）
- ドラゴンエイジ -ブラッドメイジの聖戦-（2012年、ファーストエンチャンター[11]）
- BUTA（2012年、キツネの父）
- ルパン三世 THE FIRST（2019年、ブレッソン）

### OVA
- ブラック・ジャック（1995年、牧師）
- 銀河英雄伝説外伝 決闘者（2000年、シャフハウゼン子爵）

### ゲーム
- 鋼の錬金術師 翔べない天使（2003年、クラウス神父）
- エルダー・スクロールズ・オンライン（2016年、アブナー・サルン[12]）
- キングダム ハーツ メロディ オブ メモリー（2020年、イェン・シッド）

### 吹き替え

#### 担当俳優
ジャン＝ピエール・ダルッサン
- 画家と庭師とカンパーニュ（庭師）
- サン・ジャックへの道（クロード）
- バレッツ（マルティン）
- ル・アーヴルの靴みがき（モネ警視）

スコット・グレン
- ボーンシリーズ（エズラ・クレイマー）
  - ボーン・アルティメイタム ※ソフト版
  - ボーン・レガシー

- マーベル・シネマティック・ユニバース（スティック）
  - Marvel デアデビル
  - Marvel ザ・ディフェンダーズ

ツィ・マー
- エレメンタリー4 ホームズ&ワトソン in NY（シー・ハイ・チン）
- 24 -TWENTY FOUR-（チェン・ズィー）
  - 24-TWENTY FOUR- リブ・アナザー・デイ

- 犯罪捜査官ネイビーファイル（チェン検査官）
- ラピッド・ファイアー（キンマン・タウ）※テレビ朝日版

ビル・ナイ
- アバウト・タイム〜愛おしい時間について〜（ティムの父親）
- マリーゴールド・ホテルで会いましょう（ダグラス・エインズリー）
  - マリーゴールド・ホテル 幸せへの第二章

#### 映画
- アイス・ストーム（ジム・カーヴァー〈ジェイミー・シェリダン〉）
- アイズ ワイド シャット
- 愛と哀しみの旅路 ※ソフト版
- 愛と哀しみの果て（ファラ〈マリック・ボーウェンズ〉）※ソフト版
- 愛に迷った時（ジェイミー・ジョンソン〈ブレット・カレン〉）
- 愛は霧のかなたに ※テレビ朝日版
- アウト・オブ・タイム（Dr.コリンズ〈デヴィッド・スコフィールド〉）※ソフト版
- 蒼き獣たち
- アザー・ピープルズ・マネー（ガス）
- アストロノーツ（バズ・オルドリン〈ザンダー・バークレー〉）
- アパッチ（ブレイカー）※テレビ朝日版
- アポロ13（ディレクター〈ジョー・スパーノ〉）※ソフト版
- アメリカン クリスマス・キャロル（スレード〈ヘンリー・ウィンクラー〉）※テレビ東京版
- 暗殺者 ※ソフト版
- 暗殺の瞬間（ボッセ）
- 犬いなる遺産（公爵〈ジョン・ネヴィル〉）
- 依頼人（グリーンウェイ医師〈ウィリアム・H・メイシー〉）※テレビ朝日版
- イングリッシュ・ペイシェント ※ソフト版
- インサイダー（エリック〈スティーヴン・トボロウスキー〉）※機内上映版
- イン・ザ・ベッドルーム
- 海の上のピアニスト（農夫）※DVD・VHS版
- 海辺の家（ピーター・キンボール〈ジェイミー・シェリダン〉）
- エア スコーピオン
- エイミー（ブライアン・コスグローヴ）
- エグゼクティブ・デシジョン ※テレビ朝日版
- X-ファイル:真実を求めて（イバラ神父〈アダム・ゴドリー〉）※ソフト版
- エディ&マーティンの逃走人生（デクスター・ウィルキンス〈ネッド・ビーティ〉）
- エディ・マーフィの劇的1週間（トム・スティーヴンス〈ロニー・コックス〉）
- エド・ウッド（トム・メイソン〈ネッド・ベラミー〉）
- NYPD15分署 ※ソフト版
- エミルの空（おじいちゃん）
- エラゴン 遺志を継ぐ者（叔父ギャロウ〈アラン・アームストロング〉）
- エンジェルス2（ピーター・ハーパー〈ジャック・コールマン〉）
- エントラップメント（ヘクター・クルーズ〈ウィル・パットン〉）※ソフト版
- オーケストラ!（アンドレイ・フィリポフ〈アレクセイ・グシュコブ〉）
- オーバー・ザ・ムーン（ニール・リーバーマン〈スチュアート・ビック〉）
- オーメン（ヒュー・グリアー医師）
- おいしい生活（ガース・スタインウェイ〈モーリス・ソネンバーグ〉、ポール・ミルトン）
- オッペンハイマー（アルベルト・アインシュタイン〈トム・コンティ〉[13]）
- オペレーション（大統領）
- オペレーション・ワルキューレ（ヘニング・フォン・トレスコウ〈ウルリッヒ・トゥクル〉、ヨーゼフ・ゲッベルス）
- オンリー・ユー（ドウェイン・ジョンソン〈ジョン・ベンジャミン・ヒッキー〉）
- 華氏911（ドナルド・ラムズフェルド、クレイグ・アンガー、ロイ・グラディング市長、バリー・レインゴールド、トーマス・ハミル、デイヴ・リーザー、ゴードン・ホビット）
- カジノ（フィリップ・グリーン〈ケヴィン・ポラック〉）
- カフス!（ピーター・コーカ検事）
- カラー・オブ・ハート（ラルフ）
- から騒ぎ（ドグベリー〈マイケル・キートン〉）
- ガルフ・ウォー
- キス・オブ・ザ・ドラゴン ※ソフト版
- ギフト（ハギンズ巡査）
- キューブ2（将軍）※ソフト版
- 96時間（パトリス・サンクレア、ジル）
- 教皇選挙（トランブレ枢機卿〈ジョン・リスゴー〉[14]）
- 恐竜伝説ベイビー（ナイジェル・ジェンキンス〈ジュリアン・フェロウズ〉）※バンダイ版
- キング・オブ・ポルノ（J・R・ミッチェル〈テリー・オクィン〉）
- キングコング:髑髏島の巨神（スティーブ〈マーク・エヴァン・ジャクソン〉[15]）
- クアドロフォニア -多重人格殺人-（ブレア〈ドワイト・ヨアカム〉）
- グッドモーニング, ベトナム（ジミー）※フジテレビ版
- 暗い日曜日（シュネフケ隊長、年老いたハンス）
- グランド・マスター（ゴン・パオセン〈ワン・チンシアン〉）
- クリスティーン ※テレビ朝日版
- クリスマス・キャロル（フォーブッシュ、ディック・ウィルキンス、肉屋）
- クリフハンガー（エージェント・マイケルズ）※日本テレビ版
- グリマーマン（ファレル刑事）※ソフト版
- ゴーストハウス（エド・ハーバート）
- ゴースト・バディーズ/小さな5匹の大冒険（ジョンソン〈ランス・ハワード〉）
- コードネーム・イーグル（スペンサー大尉、レナード・バーンズ上院議員〈ナイジェル・ホッジ〉）
- コーラス
- コーリング（チャーリー・ディキンソン〈ロン・リフキン〉）
- コールド・ブラッド/殺しの紋章（スターリング〈スティーヴン・ライト〉、レオネッティ）
- 恋におちたシェイクスピア（ウィル・ケンプ〈パトリック・バーロー〉）
- 恋のクリスマス大作戦（弁護士〈フィル・ルイス〉）
- 恋の時給は4ドル44セント（ギル・キニー〈キーラン・マローニー〉）
- 氷の微笑（ハリガン）※旧ソフト版
- 五線譜のラブレター（アーヴィング・バーリン）
- コックと泥棒、その妻と愛人（マイケル）
- ゴッドファーザー PART III（ルー・ペニーノ〈ロバート・チッチーニ〉）※フジテレビ版
- ことの終わり（ヘンリー・マイルズ〈スティーヴン・レイ〉）
- 小びとの森の物語（あらいぐま）※VHS版
- 殺しのセレナーデ（フスト司祭）
- コン・エアー ※ソフト版
- コンフェッション（サイモン・オリヴァー〈マイケル・エンサイン〉）
- サージェント・ペッパー ぼくの友だち（クリストファー・フレーリッヒ）
- ザ・クリミナル（ノーブル）
- ザ・シークレット・サービス ※ソフト版
- ザ・セル（ヘンリー・ウエスト〈ディラン・ベイカー〉）
- ザ・チェイス ※テレビ朝日版
- サドン・デス ※ソフト版
- ザ・ファン ※テレビ朝日版
- ザ・ボルケーノ（ドミニク神父）
- サマーリーグ（ランド・パリッシュ〈ブルース・デイヴィソン〉）
- サラマンダー
- ザ・リスト 官能の罠（ネルソン・ウー）
- ザ・ロック（ヘイドン大統領補佐官）※ソフト版
- サンダーハート（ジミー・ロークス・トゥワイス〈ジョン・トゥルデール〉）
- サンタに化けたヒッチハイカーは、なぜ家をめざすのか?（ジェイクの父〈ゲイリー・コール〉）
- シアターの怪人（ジョージ）
- しあわせへのまわり道（ピーター〈マット・サリンジャー〉）
- JFK ※ソフト版
- シェイド（教授〈ハル・ホルブルック〉）
- シェイプ・オブ・ウォーター（バーナード〈スチュワート・アーノット〉[16]）
- 地獄からの生還/プラトーン・リーダー（レイモンド・バセラ〈マイケル・デロレンツォ〉）
- 地獄の女囚コマンド
- ジゴロ・イン・ニューヨーク（マレー〈ウディ・アレン〉）
- 7月4日に生まれて（ロンの父〈レイモンド・J・バリー〉）※DVD版
- シックス・センス（ヴィンセント・グレイ〈ドニー・ウォールバーグ〉）※ソフト版
- 縞模様のパジャマの少年（パヴェル〈デヴィッド・ヘイマン〉）
- シモーヌ
- シャークアタック（ジム・ブックマン教授、マブンダ）
- シャーロック・ホームズ ※テレビ朝日版
- ジャッカル ※ソフト版
- ジャック・ザ・リッパー（マルコム・ミード教授〈マルコム・マクダウェル〉）
- シャドー（リー・ペン〈ジェームズ・ホン〉）※VHS版
- 12人の怒れる男（陪審員8）
- ジョーイ/小さな冒険者
- ジョン・カーター（トンプソン〈ルパート・フレイザー〉）
- 白い嵐（ジェラード・パスカル〈ジュリオ・オスカー・メチョソ〉）
- 真実（リュック）
- 新ポリス・ストーリー（ウォン・ヤッフェイ〈ロー・カーイン〉）※ソフト版
- スーパーサイズ・ミー（ジョン・F・バンザフ3世）
- スーパーノヴァ（タスカー〈スタンリー・トゥッチ〉）
- スティーブ・ジョブズ（マイク・マークラ〈ダーモット・マローニー〉）
- ストリートファイター（バノーカ）※ソフト版
- スナイパー
- スノーホワイト/白雪姫（ヘクター〈ホセ・ズニーガ〉）※ソフト版
- スパイダー（オリー・マッカーサー〈ディラン・ベイカー〉）※ソフト版
- スリー・キングス（アミール・アブダラ〈クリフ・カーティス〉）※ソフト版
- スリーピー・ホロウ ※テレビ東京版
- セインツ -約束の果て-（スケリット〈キース・キャラダイン〉）
- SET IT OFF
- セブン（マッサージ店にいた被害者の男〈リーランド・オーサー〉）※ソフト版
- セレブリティ（ビル・ゲインズ〈ダグラス・マクグラス〉）
- ダーククリスタル ※NHK-BS版
- ターミナル・ベロシティ ※ソフト版
- タイタニック2012（ジェームズ・メイン大佐〈ブルース・デイヴィソン〉）
- ダイ・ハード/ラスト・デイ（ユーリ・コマロフ〈セバスチャン・コッホ〉[17]）
- 太陽は、ぼくの瞳
- ダウンタウン・シャドー ※ソフト版
- 多重人格（ミラー刑事、ランドール〈ジョシュア・マリーナ〉）
- ダッドナップ パパ誘拐計画（ニール・モリス）
- 007/黄金銃を持つ男（ハイ・ファット）※ソフト版
- ダンク・ブラザース/脱線ファンにご用心（マーヴ・アルバート）
- ダンス・ウィズ・ウルブズ ※日本テレビ版
- 地球が静止する日（Mr.ウー〈ジェームズ・ホン〉）
- チャーリーと14人のキッズ（ダン・キュービッツ）
- チャーリー・モルデカイ 華麗なる名画の秘密（競売人〈ニコラス・ファレル〉）
- 沈黙の陰謀（ジョンソン中尉）※ソフト版
- 沈黙の戦艦（ピット）※ソフト版
- 沈黙の断崖（ヘンリー・カー）※テレビ朝日版
- 沈黙の要塞（ウォルターズ監督〈アーヴィン・カーシュナー〉、ジョニー・レッドフェザー）※ソフト版
- ツイン・ピークス/ローラ・パーマー最期の7日間（サム・スタンリー〈キーファー・サザーランド〉）※ソフト版
- デーヴ
- DEAN/ディーン（レイモンド・マッセイ〈エドワード・ハーマン〉）
- デイ・アフター・トゥモロー ※ソフト版
- ディア・ブラザー（ピーターズ弁護士）
- デイブは宇宙船（No.2〈エド・ヘルムズ〉）
- デッドフォール（スリンキー〈クリント・ハワード〉）※テレビ朝日版
- デッド・フライト（コンロイ）
- TENET テネット（フェイ〈マーティン・ドノヴァン〉[18]）
- デモリションマン（秘書のボブ〈グレン・シャディックス〉）※ソフト版
- 天使と悪魔（フィリップ）
- 天使の贈りもの（オズバート）
- デンジャラス・マインド/卒業の日まで（ジョージ・グランディ校長〈コートニー・B・ヴァンス〉）
- デンバーに死す時（ミスター・シー〈スティーヴ・ブシェミ〉）
- トーク・レディオ（スチュー〈ジョン・C・マッギンリー〉）
- 透明人間（ジョージ・タルボット〈マイケル・マッキーン〉）※ソフト版
- Dr.ギグルス（トム・キャンベル〈クリフ・デ・ヤング〉）
- 年下のひと（フランソワ・ビュローズ）
- ドラゴン・タトゥーの女（グレーゲル）
- トラブル・キッズ/マックス・キーブルの大逆襲（ドン・キーブル〈ロバート・キャラダイン〉）
- トリプルX（ミラン・ソーバ〈リッキー・ミューラー〉）※テレビ朝日版
- トレマーズ4（ハイラム・ガンマー〈マイケル・グロス〉）
  - トレマーズ ブラッドライン（バート・ガンマー〈マイケル・グロス〉）
  - トレマーズ 地獄島（バート・ガンマー〈マイケル・グロス〉）
- 永遠に美しく…（シャガール〈イアン・オギルビー〉）※ソフト版
- ニュートン・ボーイズ（フランク・ヘイマー）
- NY検事局
- 覗く女（刑事）
- バーチュオシティ（ダリル・リンデンメイヤー博士〈スティーブン・スピネラ〉）※ソフト版
- バード・オン・ワイヤー ※テレビ朝日版
- ハードネス ※テレビ東京版
- 博士と彼女のセオリー（デニス・シアマ〈デヴィッド・シューリス〉）
- バグズ（レイノルズ）
- 伯爵夫人（ハーヴェイ・クロザーズ〈シドニー・チャップリン〉）※ソフト版
- 裸の十字架を持つ男/エクソシストフォーエバー（アーロン・カーツ）
- 裸のマハ（カルロス4世〈カルロス・ラ・ローサ〉）
- 8mm（マシーン〈クリス・バウアー〉）
- バック・トゥ・ザ・フューチャー PART3（チェスター）※BSジャパン版
- パッチ・アダムス トゥルー・ストーリー（イートン〈ジョセフ・ソマー〉）
- バットマン
- バッファロー・ドリーム（ニック・タウンゼント）
- 鳩の翼（記者）
- パトリオット・ゲーム（電気技師）※ソフト版
- バトルガンM‐16（マックス・グリーン）
- パニック/脳壊（アレックス〈ウィリアム・H・メイシー〉）
- ハムレット（亡霊〈サム・シェパード〉）
- パラノーマル・アクティビティ（フレドリックス教授）
- ハリウッドランド（リック・ハリス）
- バリスティック（カーティス捜査官）※ソフト版
- パンズ・ラビリンス（Dr.フェレイロ〈アレックス・アングロ〉）
- パンドラ・プロジェクト（大統領）
- ピースメーカー ※TBS版
- ピクセル（宇宙人モンタルバン）
- ビッグ・マネー（ウォルター・グリーンバウム〈リチャード・シフ〉）
- ビューティフル・ピープル
- ファイナルカット（ジェイソン・モンロー）
- ファンタスティック・フォー 超能力ユニット ※ソフト版
- ファンタスティック・フォー:銀河の危機
- フィフス・エステート/世界から狙われた男（アラン・ラスブリジャー〈ピーター・カパルディ〉）
- フェア・ゲーム（ウォルター・ホレンバック〈ダン・ヘダヤ〉）
- フォーエヴァー・ヤング 時を超えた告白（ウィルコックス中佐）※ソフト版
- ブラック・ジャック ※テレビ朝日版
- フランティック ※テレビ朝日版
- ブリジット・ジョーンズの日記 きれそうなわたしの12か月（クイズの司会者〈イアン・マクニース〉、チャーリー・パーカー＝ノウルズ検事補、サンティアゴ、ジェレミー・パックスマン）
- ブルドッグ
- ブレーキ・ダウン（レン・カーバー保安官補〈キム・ロビラード〉、カルホーン銀行頭取〈トーマス・コパッチ〉）※ソフト版
- ブレイブハート（モーネイ〈アラン・アームストロング〉）※ソフト版
- ブロークン・アロー（マックス〈ショーン・トーブ〉、ブーン将軍〈カーメン・アルジェンツィアノ〉）※ソフト版
- ペイバック ※テレビ朝日版
- 北京ヴァイオリン（ダーパオ）
- ベッドかざりとほうき（ジェルク氏〈ロディ・マクドウォール〉、王の秘書、タラ）※バンダイ版
- ヘブンズ・プリズナー（刑事〈ポール・ギルフォイル〉）※VHS版
- ペンタグラム/悪魔の烙印 ※VHS版
- ホーリーマン（バリー〈ジョン・クライヤー〉）
- ボーン・アイデンティティー（領事館員）※ソフト版
- ボーン・イエスタデイ（ポール・ベロール〈ドン・ジョンソン〉）
- 僕はラジオ（アーヴ）
- ボブ・クレイン 快楽を知ったTVスター（メル・ローゼン〈エド・ベグリー・ジュニア〉、ソニーの重役〈マイケル・マッキーン〉）
- ポワゾン（ワース大佐〈グレゴリー・イッツェン〉）※ソフト版
- マーベル・シネマティック・ユニバース
  - アイアンマン2 ※劇場公開版
  - ガーディアンズ・オブ・ギャラクシー（ブローカー〈クリストファー・フェアバンク〉）
  - アベンジャーズ/エイジ・オブ・ウルトロン（ドクター・リスト〈ヘンリー・グッドマン〉）
  - ガーディアンズ・オブ・ギャラクシー:VOLUME 3[19]（ブローカー〈クリストファー・フェアバンク〉）
- マイアミ・ガイズ -俺たちはギャングだ-（ウォード医師）
- マイ・サイエンス・プロジェクト（シャーマン〈ラファエル・スバージ〉）※バンダイ版
- マイ・プライベート・アイダホ（ハンス〈ウド・キア〉）
- マイ・ブルーベリー・ナイツ（アーニ〈デヴィッド・ストラザーン〉）
- マウス・オブ・マッドネス（サパースタイン〈ジョン・グローヴァー〉）
- マザー・テレサ（フォースター）
- マネー・トレイン（コワルスキー〈スキップ・サダス〉）※ソフト版
- 迷い婚 -全ての迷える女性たちへ-（アール・ハッティンジャー〈リチャード・ジェンキンス〉）
- マン・オン・ザ・ムーン
- マンデラ 自由への長い道（裁判長〈ルイス・ヴァン・ニーカーク〉）
- ミート・ザ・フィーブル 怒りのヒポポタマス（ハリー）
- ミケランジェロ・プロジェクト（フランクリン・ルーズベルト大統領〈マイケル・ダルトン〉、英軍士官）
- ミステリー、アラスカ
- 身代金 ※ソフト版
- ミュータント・タートルズ（グレゴール）
- ミラーズ
- みんなのうた（ジョナサン・スタインブルーム〈ボブ・バラバン〉）
- メガロ/人質奪還指令（ウィリアムス少佐〈シュガー・レイ・レナード〉）
- メル・ブルックスの大脱走（ルピンスキー〈ルイス・J・スタッドレン〉、ドイツ兵6、ドイツ兵18、ドイツ兵21）
- 目撃 ※テレビ朝日版
- 黙示録2009 合衆国大炎上
- 黙秘
- モナリザ・スマイル（ポール・ムーア〈ジョン・スラッテリー〉）※機内上映版
- モンテカルロ殺人事件
- 野獣教師（ホラン〈ウィリアム・フォーサイス〉）※VHS版
- 勇気あるもの
- ユナイテッド93（ジェイソン・M・ダール機長〈J・J・ジョンソン〉）※テレビ東京版
- LIFE!/ライフ ※ザ・シネマ版
- ライフ・アクアティック
- ライフ・オブ・デビッド・ゲイル（ダスティ・ライト〈マット・クレイヴン〉）
- ラストゲーム（シンコッタ）
- ラスト・ボーイスカウト（チェット〈キム・コーツ〉）※フジテレビ版、（パブロ〈フランク・コリソン〉）※テレビ朝日版
- ラッキー・ナンバー（ダン・シャフ〈ケン・ジェンキンス〉、トラウトマン警部）
- ラットレース（ハロルド・グリシャム〈デイヴ・トーマス〉）
- ラピッド・ファイアー（美術の先生〈リチャード・シフ〉、クライン）※ソフト版
- 乱気流/タービュランス ※テレビ朝日版
- 乱気流/ファイナル・ミッション（アレックス〈サム・アンダーソン〉）※ソフト版
- ランボー/怒りの脱出 ※テレビ朝日版
- リーサル・ウェポン ※テレビ朝日版
- リーサル・ウェポン4 ※テレビ朝日版
- リストランテの夜（ピアース）
- リチャードを探して（バッキンガム公〈ケヴィン・スペイシー〉）
- リベンジ・ファイター/殺しの傭兵（アラン・ベイリー）
- ルトガー・ハウアー 処刑脱獄（キナイ）※VHS版
- レイン・フォール/雨の牙（トーマス・ペリマン）
- レクイエム・フォー・ドリーム（ラビノウィッツ〈マーク・マーゴリス〉）
- ローグ・ワン/スター・ウォーズ・ストーリー（ターキン総督〈ガイ・ヘンリー〉）
- ローマの休日（将軍〈トゥリオ・カルミナティ〉[20]）※日本テレビ版2
- ワンダーランド駅で（フランク〈ヴィクター・アルゴ〉）

#### ドラマ
- iCarly
- 秋の童話（ユン教授役〈チョン・ドンファン〉）
- アストリッドとラファエル 文書係の事件録（アラン・ガイヤール〈ジョフロワ・チボー〉）
- アフェア2 情事の行方（ジョン・ゴットリーフ〈リチャード・シフ〉）
- ER緊急救命室
  - シーズン5 #15（ネスレン〈レス・ラノム〉）
  - シーズン7 #20（マーティ・ネスミス〈ジョン・グリース〉）
  - シーズン8 #14（スタン）
- イカゲーム（オ・イルナム〈オ・ヨンス〉）
- WITHOUT A TRACE/FBI 失踪者を追え!3 #14（スコット）
- 救命医ハンク2 セレブ診療ファイル（グラハム・バーンズ〈ピーター・ストラウス〉）
- 恐竜家族
- クリミナル・マインド4 FBI行動分析課（チャド・ブラウン）
- クリミナル・マインド5 FBI行動分析課（ゴールドマン）
- クリミナル・マインド 特命捜査班レッドセル（ブリッグマン刑事）
- ゲーム・オブ・スローンズ（クァイバーン〈アントン・レッサー〉、ブリンデン・タリー〈クライヴ・ラッセル〉、イゼンバロ〈リチャード・E・グラント〉）
- THE TUDORS〜背徳の王冠〜（ノーフォーク〈ヘンリー・ツェニー〉）
- 殺人を無罪にする方法
- ザ・ラウデスト・ボイス-アメリカを分断した男-（ルパード・マードック〈サイモン・マクバーニー〉[21]）
- 三国志演義（韓胤、王階、王子服、歩シツ、蔣幹、李勝）※NHK-BS2版
- 恕の人 -孔子伝-（孟倫子）
- スタートレック:ディスカバリー（コヴィッチ〈デヴィッド・クローネンバーグ〉）
- スティーヴン・キングのザ・スタンド（テディ〈スティーヴン・キング〉）
- スティーヴン・キングのランゴリアーズ（ダニー・キーン）※NHK版
- 続ハリーズ・ロー 裏通り法律事務所
- ダークエイジ・ロマン 大聖堂
- 孫子兵法
- 推奴 〜チュノ〜
- トーチウッド 人類不滅の日
- ドールハウス Dollhouse
- PERSON of INTEREST 犯罪予知ユニット（ジョン・グリア〈ジョン・ノーラン〉）
- ハート・オブ・ディクシー ドクターハートの診療日記
- HAWAII FIVE-0（ヴィクター・ヘス〈ジェームズ・マースターズ〉）
- PAN AM/パンナム
- 4400 未知からの生還者（ケヴィン・バーコフ〈ジェフリー・コムズ〉）
- ふたりは最高!ダーマ&グレッグ シーズン5 #14・15（ハワード）
- ブルーブラッド 〜NYPD家族の絆〜
- 冒険野郎マクガイバー シーズン1 #21（スヴァリン医師）
- ボディ・オブ・プルーフ2 死体の証言（ジャック）
- マードック・ミステリー 〜刑事マードックの捜査ファイル〜（リーバイ・ビッチャー）
- マンダロリアン（クライアント〈ヴェルナー・ヘルツォーク〉）
- ミッシング（マーティン・ニューマン〈キース・キャラダイン〉）
- ヤングライダーズ シーズン1 #20（アーサー・フェンウィック検事）
- 私はラブ・リーガル2

#### アニメ
- シュレック
- ミュータント・タートルズ（東和ビデオ版）（ラスプーチン）
- バグズ・ライフ（スリム）
- バットマン
- 百妖譜（覚悔）
- LEGO スター・ウォーズ/恐怖のハロウィーン（ターキン総督）

### CM
- IBM CF吹替
- サントリー
  - サントリー天然水 Webムービー
  - マグナムドライ TVCF
- 日本新都市開発 TVCF（ナレーション）
- マイクロソフト TVCF（ナレーション）
- 三井不動産 企業CF（ナレーション）
- 三菱電機WEBサイト“Techno-Spiral”（ナレーション）

### 舞台
1976年
- カリギュラ（詩人）

1978年
- 解つてたまるか!（松原）

1979年
- 雲をたがやす男（松浦愛蔵）

1980年
- 地蔵教由来（弥三郎）

1981年
- ジュリアス・シーザー（アントニーの召使）

1982年
- 手荷物をお忘れなく（Mr.ウォルシュ）

1983年
- ヴェニスの商人（1983年 - 2016年、サレアリオー、テュバル、老ゴボー、バルサザー）

1984年
- オイディプス王（テイレシアス）
- 隣りで浮気……?（ウィリアム・フェザーストーン）
- ハムレット

1985年
- チャリング・クロス街84番地（ジョー・マーチン）
- 夏の夜の夢（1985年 - 1991年、ロビン・スターヴリング、ピーター・クィンス）

1986年
- マクベス（シートン）

1987年
- 十二夜（アンドルー）

1988年
- ロミオとジュリエット（グレゴリー）

1989年
- グットラック・ハレー（支倉渉）
- リチャード三世（イーリーの司教/ティレル）

1990年
- 父をめぐる旅路（ジェイフィット 他）
- アルジャーノンに花束を（1990年 - 1995年、バート・セルドン）
- 生きている小平次

1991年
- 寺院の殺人（僧侶）

1992年
- STEP!-ふんだりけったり-（マーク）

1993年
- 機械じかけのピアノのための未完成の戯曲（1993年 - 2010年、ニコライ、ペトリン）

1994年
- 熱いトタン屋根の上の猫（グーパー）

1996年
- 堅塁奪取（客）

1997年
- クリスマス・キャロル（1997年 - 2021年、ジョン・フォースター、進行役、ビジネスマン）

1998年
- SETSUKO
- プレイング・フォア・タイム-命を奏でて-（シュミール）
- 沈黙（井上築後守）

1999年
- ワーニャ伯父さん（テレーギン）

2000年
- 怒りの葡萄（2001年 - 2003年、楽士、車のセールスマン、手配師 他）

2001年
- 火計り〜四百年の肖像〜（伊勢正和）
- 嘆きの天使（校長）

2002年
- ゆうれい貸屋（幽太郎）
- 転落（トム）

2003年
- ナイチンゲールではなく（教誨師）

2004年
- ドリー･ウェストのキッチン（ネッド・ホーガン）
- ミュージカル おれたちは天使じゃない（2004年 - 2007年、大塚明）

2005年
- いただきまぁす!（佐藤邦夫）

2007年
- 台湾の大地を潤した男-八田與一の生涯-（杉田課長、藤江）

2008年
- ジュリアス・シーザー（ディーシアス・ブルータス/ストレイトー、市民）

2009年
- ジョンとベアトリス（ジョン）

2011年
- エデンの東（牧師）
- 一族再会（峯尾楽二）

2012年
- 危機一髪（孔子、代表委員）

2013年
- 汚れた手（シャルル）

2014年
- 親の顔が見たい（2014年 - 2015年、辺見重宣）

2015年
- ホテル・スイート（マーヴィン・マイケルズ）

2016年
- どん底（ブブノーフ）

2018年
- 冬（マーク）

2019年
- 8月のオーセージ（ベヴァリー）

2023年
- クリスマス・キャロル

### テレビ番組
- モーガン・フリーマン 時空を超えて（声の出演）
- BS世界のドキュメンタリー（声の出演）
- トイ・ストーリー 20周年スペシャル：無限の彼方へ さぁ行くぞ!（ジョージ・ルーカス）
- 地球ドラマチック（ボイスオーバー）
  - 「海からの使者 イルカ」（人類学者 ヤン・プローグ）
  - 「皇帝ネロの捜査ファイル〜暴君は真実か?〜」
- ビル・ナイが世界を救う（ビル・ナイ）

### シリーズ一覧
1. ↑  第2シリーズ（2013年 - 2014年）、第3シリーズ（2020年 - 2021年）、第4シリーズ（2022年）